# Ельбен
Ельбен (нім. Elben) — громада в Німеччині, розташована в землі Рейнланд-Пфальц. Входить до складу району Альтенкірхен. Складова частина об'єднання громад Гебгардсгайн.
Площа — 2,38 км2. Населення становить 340 ос. (станом на 31 грудня 2020).